# JetBrains
JetBrains (ранее — IntelliJ) — международная компания, которая разрабатывает инструменты для разработки на языках Java, Kotlin, C#, F#, C++, Ruby, Python, PHP, JavaScript и многих других, а также средства командной работы. Главный офис расположен в Праге. По состоянию на 2023 год офисы компании находятся на Кипре, в Праге, Амстердаме, Белграде, Ереване, Бостоне, Мюнхене и Берлине.
Наиболее известный продукт JetBrains — интегрированная среда разработки IntelliJ IDEA.

## История
JetBrains, изначально называвшаяся IntelliJ Software, основана в 2000 году в Праге тремя российскими программистами: Сергеем Дмитриевым, Евгением Беляевым и Валентином Кипятковым. Первым продуктом компании стал IntelliJ Renamer — инструмент для рефакторинга кода на Java.
В 2000-х годах Евгений Беляев вышел из состава учредителей компании. В 2012 году генерального директора Сергея Дмитриева сменили Олег Степанов и Максим Шафиров.
В 2009 году JetBrains открыла код платформы IntelliJ, на которой основана IntelliJ IDEA, и выпустила бесплатную версию IntelliJ IDEA Community Edition.
С 2010 года под руководством Андрея Бреслава компания разрабатывает язык программирования Kotlin. В мае 2017 года компания Google сообщила, что включает поддержку Kotlin в Android Studio 3.0 — официальный инструмент разработки для ОС Android.
На 2018 год у компании были более 5 млн пользователей, среди клиентов: Google, Salesforce, Twitter, Citibank, HP, Airbnb.
В 2018 году JetBrains впервые стала глобальным спонсором международной студенческой олимпиады по программированию ACM ICPC.
На Google I/O 2019 было объявлено, что язык программирования Kotlin стал приоритетным в разработке под Android.
В 2022 году из-за вторжения России на территорию Украины компания объявила о приостановке продаж в России и Беларуси, а также о закрытии офисов разработки в Санкт-Петербурге, Москве и Новосибирске. Российское юрлицо было ликвидировано 21 февраля 2023 года. C июля 2024 компания ограничила скачивание своих продуктов для России.
В феврале 2024 года Кирилл Скрыган сменил Макса Шафирова на посту генерального директора.

## Продукты
Хронология выпуска продуктов:

### IDE
- 2001 г. IntelliJ IDEA — IDE для Java, предоставляющая разработчику широкие возможности для рефакторинга;
- 2008 г. RubyMine — IDE для Ruby и Ruby on Rails;
- 2010 г. PyCharm — IDE для Python;
- 2010 г. PhpStorm — IDE для PHP;
- 2010 г. WebStorm — IDE для веб-разработки. Работает с HTML / CSS / JavaScript;
- 2011 г. AppCode — IDE для Swift и Objective-C. Разработка приложений под macOS, iPhone и iPad;
- 2013 г. Android Studio - IDE для работы с платформой Android;
- 2014 г. CLion — IDE для разработки на C/C++ с использованием CMake и компиляторов GCC и Clang;
- 2015 г. DataGrip — IDE для разработчиков и администраторов СУБД;
- 2015 г. GoLand (до 2017 года - Gogland)[23] — IDE для Go;
- 2017 г. Rider — IDE для .NET;
- 2021 г. DataSpell — IDE для Data Science, объединяющая в себе интерактивные возможности Jupyter Notebook и умный редактор PyCharm для работы с Python и R;
- 2023 г. RustRover — IDE для Rust.

### Team Tools (инструменты для коллективной работы)
- 2006 г. TeamCity — централизованная система управления сборкой приложений и непрерывной интеграции;
- 2009 г. YouTrack — система отслеживания ошибок, программное обеспечение для управления проектами; первый коммерческий продукт, созданный при помощи JetBrains MPS;
- 2014 г. Upsource — инструмент для инспекции кода;
- 2015 г. Hub — инструмент централизованного администрирования пользователей и прав доступа, а также поддержки технологии единого входа для YouTrack, Upsource и TeamCity;
- 2018 г. Datalore — онлайн-блокнот для Data Science;
- 2019 г. Space — интегрированная среда для командной работы[24];
- 2021 г. Code With Me — сервис для удаленного совместного программирования.

### .NET & Visual Studio
- 2004 г. ReSharper — плагин для Microsoft Visual Studio, поддерживающий языки C#, Visual Basic .NET, XAML, ASP.NET, ASP.NET MVC Framework, JavaScript, TypeScript, CSS, HTML и XML;
- 2005 г. dotTrace — профилировщик для приложений, разработанных для платформы .NET;
- 2010 г. dotCover — инструмент для анализа покрытия кода .NET-приложений;
- 2011 г. dotPeek — бесплатный .NET-декомпилятор;
- 2014 г. dotMemory — профилировщик памяти для .NET-приложений;
- 2015 г. ReSharper C++ — версия плагина ReSharper для C++ разработчиков;
- 2017 г. Rider — IDE для .NET.

### Языки программирования
- 2009 г. MPS[25] — программная среда, которая позволяет относительно легко создавать языки программирования и использовать их совместно. Реализует концепции языково-ориентированного программирования и проекционного редактирования[англ.];
- 2012 г. Kotlin[14];
- 2018 г. Ktor — фреймворк для создания асинхронных серверов и клиентов в связанных системах.

### Ранее выпускавшиеся продукты
- 2004 г. Omea Reader — программа, предоставляющая среду для одновременной работы с RSS-лентами, новостями, почтой, файлами и системами мгновенных сообщений. В 2008 году, достигнув v 2.2, Omea была открыта в соответствии с GNU General Public License (GPL);
- 2011 г. Astella — IDE для Adobe Flash и Apache Flex[26]. Этот продукт JetBrains был анонсирован в октябре 2011 года всего за месяц до того, как Adobe Systems прекратила выпуск Mobile Flash.

### Версии продуктов для образовательных целей
JetBrains выпустила несколько продуктов, предназначенных специально для обучения программированию:
- PyCharm Educational Edition
- Educational Plugin для IntellJ IDEA

## Образовательные и исследовательские проекты
- Computer Science Center[27] — совместная инициатива JetBrains, Computer Science клуба при ПОМИ РАН и Школы анализа данных Яндекса[28]
- Лаборатория JetBrains в СПбГУ[28][29]
- Лаборатория BioLabs[30]
- Лаборатория алгоритмов мобильных роботов[31]